# Milano-Torino 1995
La Milano-Torino 1995, ottantesima edizione della corsa, fu disputata il 18 ottobre 1995, per un percorso totale di 207 km. Venne vinta dall'italiano Stefano Zanini giunto al traguardo con il tempo di 4h50'24".

## Ordine d'arrivo (Top 10)
| Pos. | Corridore            | Squadra       | Tempo    |
| ---- | -------------------- | ------------- | -------- |
| 1    | Stefano Zanini       | Gewiss        | 4h50'24" |
| 2    | Rolf Sørensen        | MG Maglificio | s.t.     |
| 3    | Francesco Casagrande | Mercatone Uno | s.t.     |
| 4    | Daniele Nardello     | Mapei-GB      | s.t.     |
| 5    | Mauro Gianetti       | Polti         | s.t.     |
| 6    | Pascal Hervé         | Festina-Lotus | s.t.     |
| 7    | Roberto Pelliconi    | Refin         | s.t.     |
| 8    | Gianni Faresin       | Lampre        | s.t.     |
| 9    | Davide Cassani       | MG Maglificio | a 6"     |
| 10   | Vladislav Bobrik     | Gewiss        | a 10"    |